# Урекі
Урекі (груз. ურეკი) — даба (містечко) у Озургетському муніципалітеті, мхаре Ґурія, Грузія.

## Географія

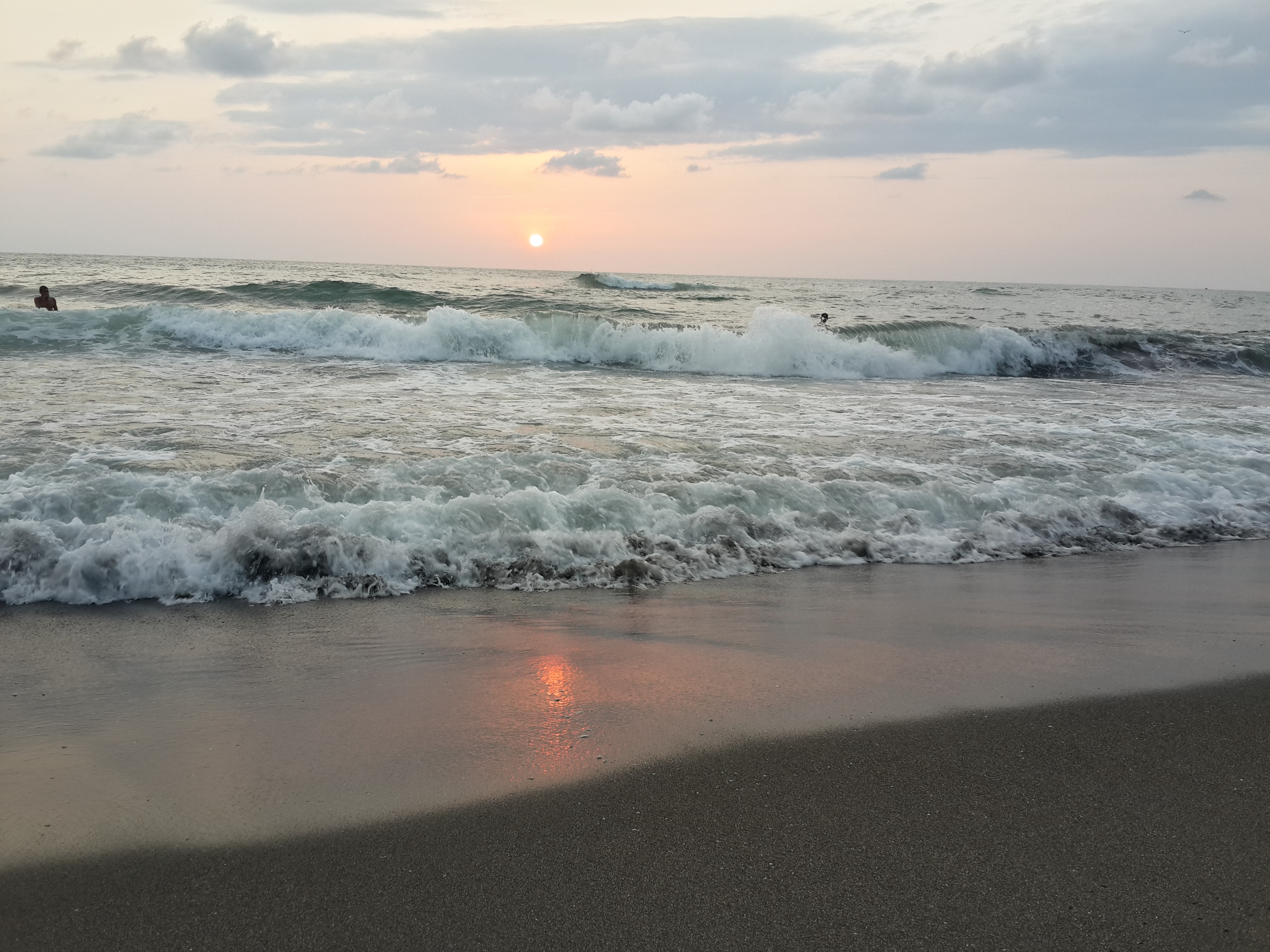

Урекі, ліворуч видно занедбану будівлю санаторію «Гірський кришталь»

Урекі розташоване в Колхидській низовині, на узбережжі Чорного моря, між річками Супса та Сепа, за 17 км на південь від Поті, за 24 км від Озургеті, за 50 км на північ від Батумі та за 325 км від Тбілісі, на висоті 4 м над рівнем моря.
В Урекі є однойменна залізнична станція Грузинської залізниці, на лінії Самтредіа — Батумі. Через Урекі проходить шосе S2 (Сенакі — Поті — Сарпі). 
Найближче летовище знаходиться в Батумі. 

## Клімат
У містечку Урекі вологий субтропічний клімат. Зима м'яка та помірно прохолодна, літо тепле та вологе.
Середньорічна температура — 14,5 °C. Найтеплішим місяцем є липень, з середньою температурою 23,1 °C, найпрохолоднішим — січень, з середньою температурою 5,8 °C.
Середньорічна кількість опадів — 2069 мм. Найменше опадів випадає у травні — 75 мм, найбільше в грудні, у середньому 232 мм.
Середньорічна тривалість сонячного сяйва складає 1800-2000 годин.

## Історія
Археологічні розкопки доводять, що Урекі було заселене з найдавніших часів. На цій території були знайдені бронзові предмети, що датуються XVIII-XVII століттями до н. е.
З 1944 року в Урекі почали видобувати магнетит для Руставського металургійного заводу.
У 1953 році Урекі отримало статус селища міського типу, а в 1971 — статус курорту. 

## Демографія
Чисельність населення містечка Урекі, станом на 2014 рік, налічує 1,166 осіб, більшість з яких грузини.

## Курорт
Урекі популярний курорт чорноморського узбережжя Грузії, яке відоме своїми пляжами з чорним магнітним піском (загальною довжиною близько 5 км), якому немає аналога в світі. Практично вздовж усього узбережжя йде лісосмуга, що складається з сосен та евкаліптів. У містечку можна не тільки відпочити на пляжах, але й оздоровитися та лікуватися, завдяки наявності природного магнітного поля низької інтенсивності. У сучасній медицині магнітне поле широко використовується як фізіотерапевтичний метод під назвою магнітотерапія. В Урекі лікують захворюваннях: 
- серцево-судинні (гіпертонічна хвороба 1-2 стадії, хронічні ішемічні хвороби серця, постінфарктний кардіосклероз, міокардіодистрофія тощо)
- опорно-рухової системи (ревматичні та інфекційні поліартрити у хронічних стадіях, остеоартроз, остеопороз, остеохондропатії)
- функціональні захворювання нервової системи (депресія , невроз гіпертонічної форми, клімактеричний невроз, невралгія тощо)
- дитячі захворювання (ДЦП, спинальні паралічі, рахіт, родові травми тощо)

Магнітотерапію також широко використовують в косметології та спортивній медицині.
В містечку функціонують пансіонати, готелі та санаторії «Колхида» та «Мегоброба».
Купальний сезон в Урекі триває з кінця травня до середини жовтня. Температура води в цей період коливається в межах 19 — 27 °С.

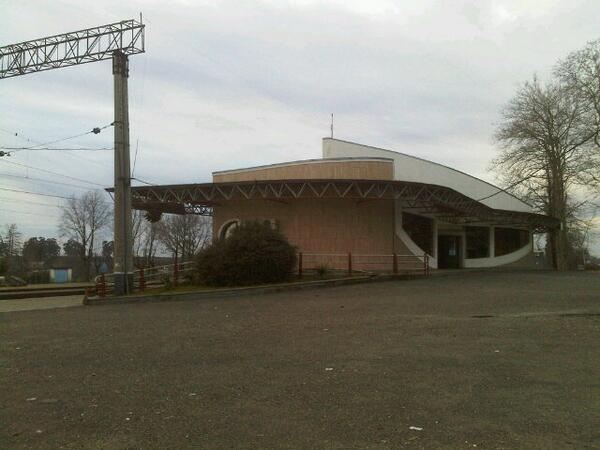
Залізничний вокзал Урекі
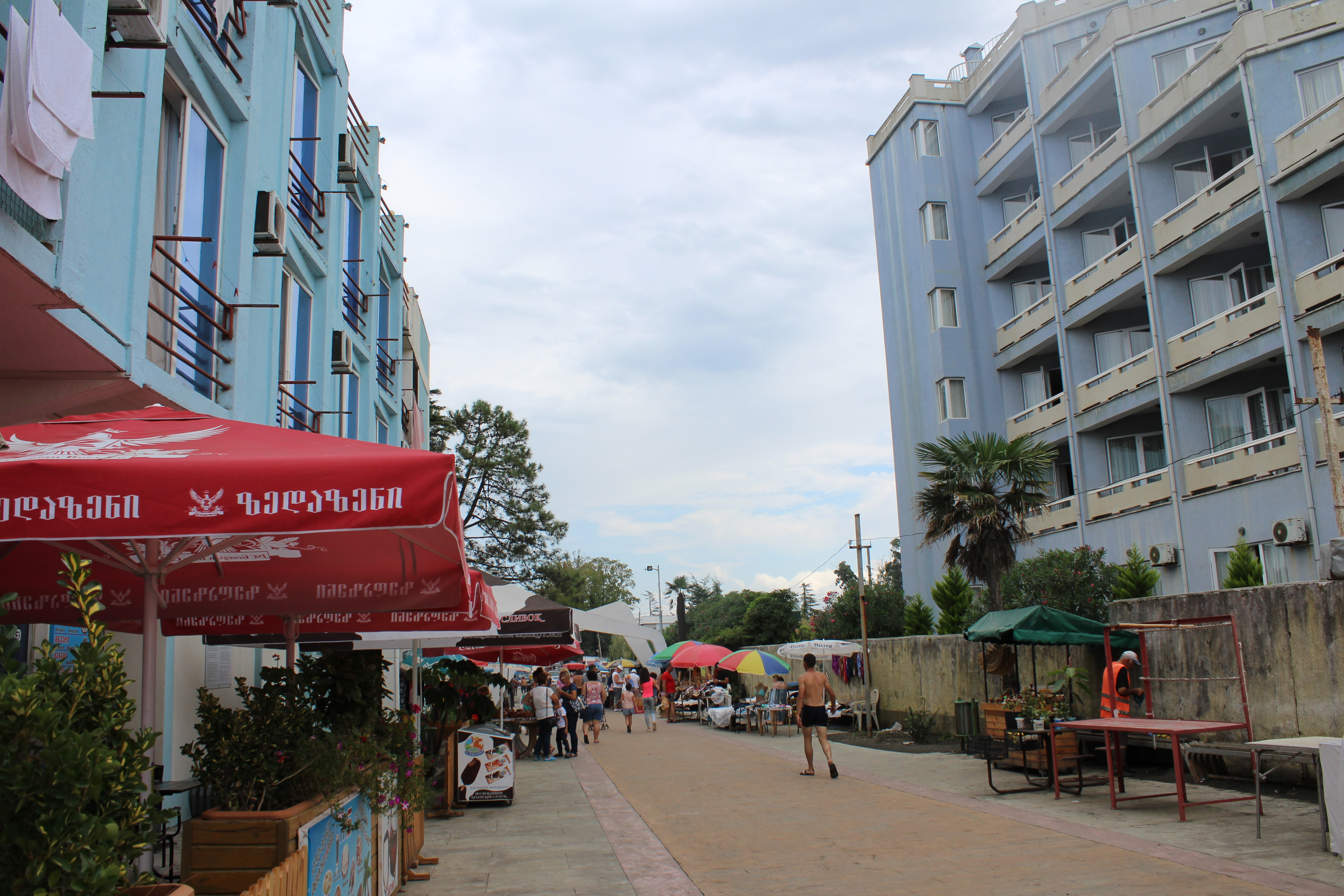
Бульвар Урекі
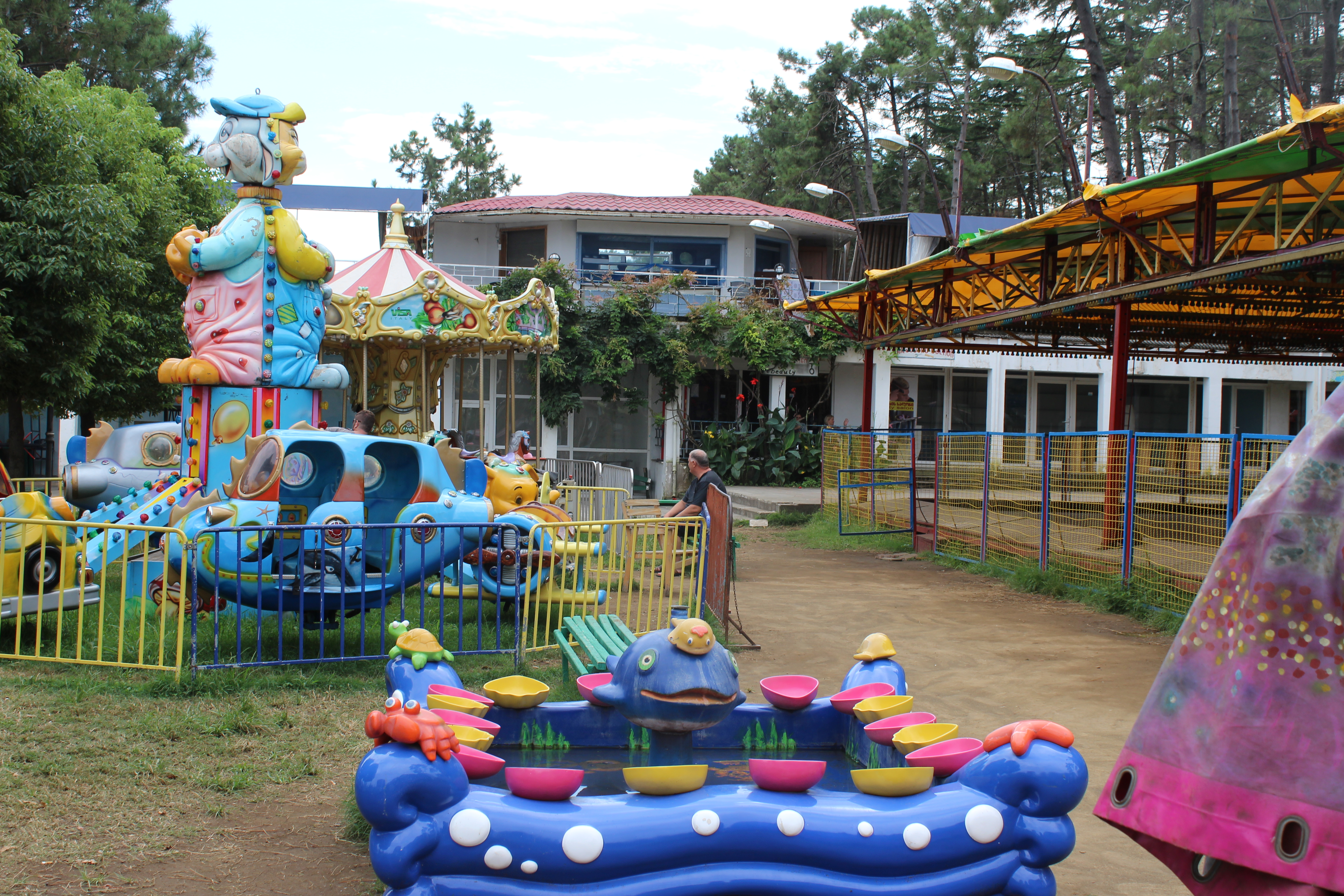
Площа у середмісті
Житлвовий будинок